# موملینگن
موملینگن (به آلمانی: Mömlingen) یک شهر در آلمان است که در میلتنبرگ واقع شده‌است.